# Melocosa
Genre
Melocosa est un genre d'araignées aranéomorphes de la famille des Lycosidae.

## Distribution
Les espèces de ce genre se rencontrent aux États-Unis, au Canada et au Brésil.

## Liste des espèces
Selon World Spider Catalog (version 17.0, 14/04/2016) :
- Melocosa fumosa (Emerton, 1894)
- Melocosa gertschi Mello-Leitão, 1947

## Publication originale
- Gertsch, 1937 : New American spiders. American Museum novitates, no 936, p. 1-7 (texte intégral).